# Kothbach (Salzach)
Der Kothbach ist ein linker Zufluss der Salzach in Hallein im Land Salzburg. In ihm vereinigen sich alle Bäche des Höhenrückens des Dürrnberges, stürzen über drei vom Tal aus gut sichtbare Wasserfälle hinunter in die Altstadt Halleins.

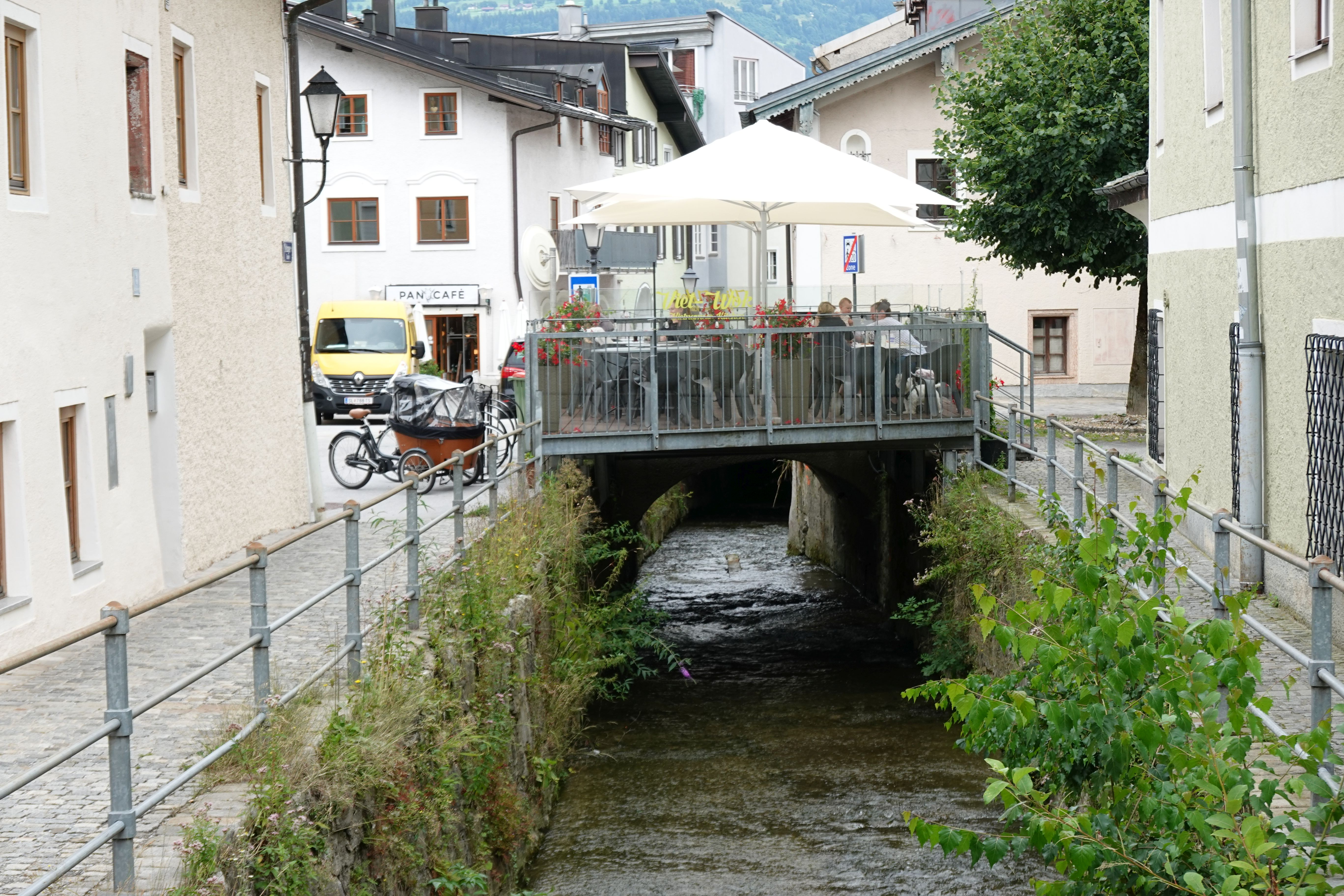
Hallein, Kothbach mit Schanzplatz und Metzgergasse

## Verlauf bis zur Stadt Hallein
Das Fließgewässer entspringt in den Hängen des Dürrnbergs, ca. 800 Meter auf bayrischer Seite im Wildmoos an der Gänstratten im Berchtesgadener Land, wo er auch als Neuhäuslbach benannt wird. Er fließt am nordwestlichen Rand von Bad Dürrnberg talwärts und bevor er als Mühlgrabenfall über die Dietrichbergswand in den Raingraben stürzt, fließt ihm der den Knappensteig begleitende Glannerbach zu. Im Raingraben vereint er sich unterhalb der Riesenmühle mit dem Raingrabenbach. Noch vor seinem Weg durch die Kernzone der Halleiner Altstadt münden in ihn noch der Kirchentalbach (alte Bezeichnungen: Riesenbach, Antlessbach), der zuvor den Aiglbach von der Hühnerleiten kommend, und den aus der Marktschellenberger Scheffau über das Zill fließenden Fischpointleitenbach aufgekommen hat.

## Verlauf durch die Stadt Hallein
In einem weiten Bogen durchfließt der Kothbach die Altstadt von Hallein, wobei er am Ende des Raingrabens parallel zur Schützengasse den Georgsberg unter der Brücke der Ferchlstraße rinnt. Am Beginn der Augustinergasse mündet der Kirchentalbach und vorbei an einem alten Mühlhaus kreuzt er die Krautgasse an der Stelle, wo sich das Hafnertor der Stadtmauer befand. In diesem Abschnitt befindet sich eine Wehranlage aus dem 18. Jahrhundert, die früher zum Feuerlöschen Verwendung fand.
Ab der Brücke der Oberhofgasse ist der Kothbach überbaut, hier ist es bei den großen Hochwasserereignissen zu den Verklausungen mit verheerenden Folgen gekommen. Erst vor der Raitenaustraße ist der Bach kurz sichtbar, bevor er am Beginn der Metzgergasse wiederum unter Beton verschwindet. Bis zur Mündung in die Salzach, entlang der Metzgergasse gibt es nur noch wenige Überbauungen, zuerst kommt eine Brücke, die zum Schanzplatz führt, dann durchfließt er noch ein Gebäude an der Stadtmauer und eine Brücke am Salzachkai bevor er sich in die Salzach verabschiedet.

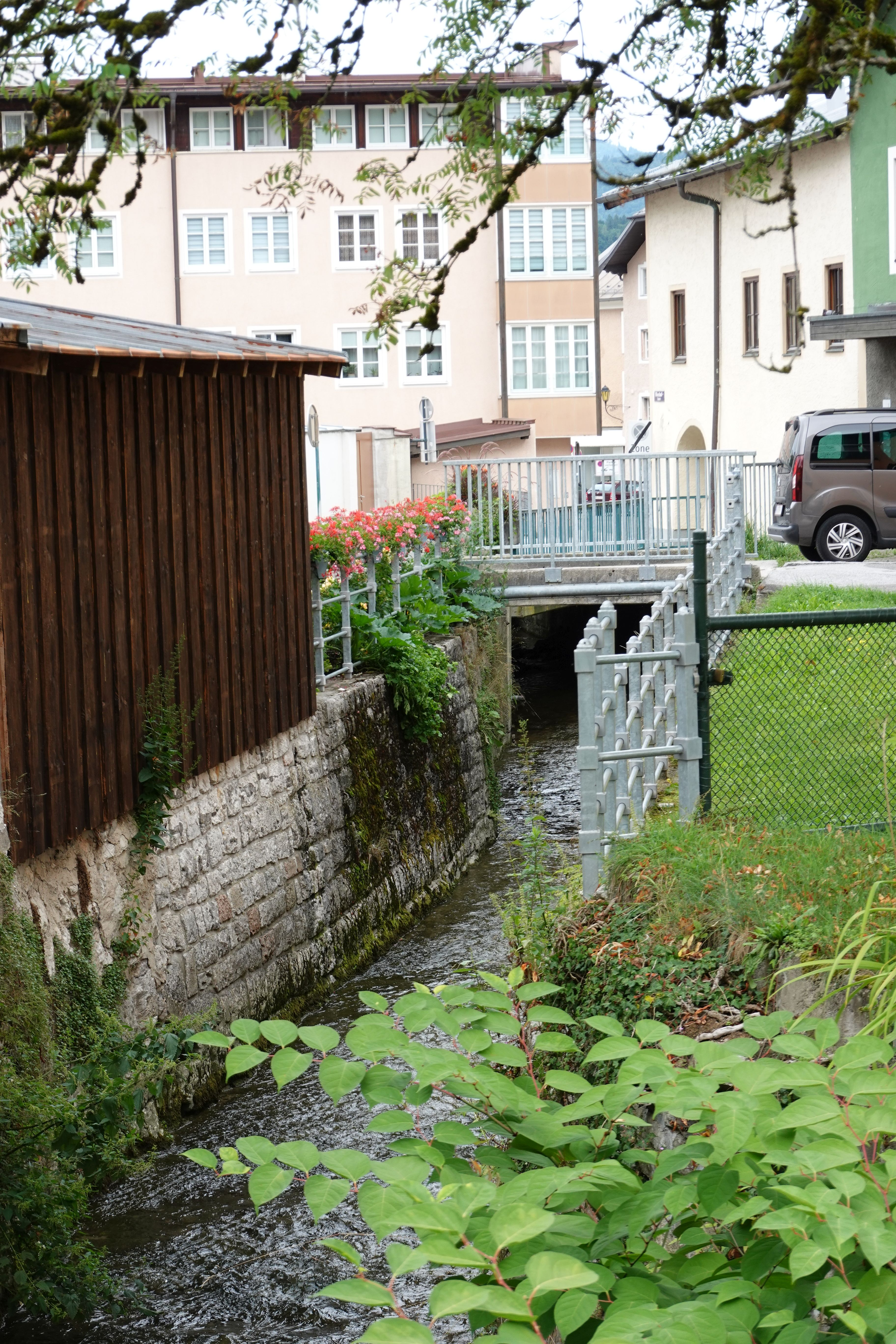
Kothbachüberbauungen die bei Hochwasser zu Verklausungen führten

## Wasserfälle
Neben dem Mühlgrabenfall des Kothbaches stürzt der Fischpointleitenbach über die Hallseitenwand von der Weberhöhe hinunter in die Stadt. Nicht weit unterhalb der Weberhöhe kommt der Kirchentalbach direkt neben der ehemaligen Veste Sulzeneck an die Felskante des Reckturmes und fällt den Reckturmfelsen hinunter zur ehemaligen Färbermühle am Färbertor, wo er zusammen mit dem Fischpointleitenbach in den Kothbach mündet.

## Hochwasser
Große Teile der Halleiner Altstadt wurden 1976 und 2021 durch den hochwasserführenden Kothbach überflutet. Seit 2023 kann der Raingrabenbach, das Hauptzuflussgerinne zum Kothbach, bei Hochwasser durch den Eggl Riedl Bergwerkstollen zur Salzach abgeleitet werden.